# Andrea Cipriani
Andrea Cipriani (1989) è uno schermidore italiano, specializzato nella spada.

## Carriera
- Campionati Italiani 
In carriera ha partecipato per 10 volte ai Campionati Italiani Assoluti individuali, ottendendo come miglior risultato il 3ºposto per 2 volte, nel 2013 a Trieste e nel 2016 a Roma.
A squadre invece parteciperà ad 8 edizioni della massima serie, il Campionato Italiano a squadre A1, riuscendo a vincerlo per 2 volte nel 2017 a Gorizia e nel 2018 a Milano, queste due vittorie sono arrivate con un club cittadino, quindi non una forza armata, lo Scherma Cariplo Piccolo Teatro Milano, ha disputato 2 edizioni con il Club Scherma Legnano, ottenendo il 4º posto come miglior risultato per due volte, nel 2008 e 2009, le restanti edizioni le ha disputate con l'Esercito.
-Gare Internazionali 

Nel 2007 esordisce in Coppa del Mondo U20 a Budapest dove otterrà il 63º posto finale e nello stesso anno esordisce anche in Coppa del Mondo Assoluti a Legnano ottenendo il 71º posto, in totale parteciperà a 10 prove di Coppa del Mondo U20 dal 2007 al 2009 ottenendo due podi, il 2º posto ad Udine nel 2007 e un 3º posto a Bratislava l'anno successivo.
Nel 2008 vince la medaglia di bronzo ai Campionati Europei U20 individuali e l'oro a squadre ad Amsterdam e l'anno successivo trova il successo al Campionato del Mondo U20 a squadre a Belfast.
Nel 2010 partecipa al Campionato Europeo U23 individuale di Danzica, ma non va oltre il 51º posto finale e nel 2011 è convocato per le Universiadi di Shenzhen in Cina, otterrà un 5º posto individuale e un 7º posto a squadre.
Nel 2012 vince una tappa di Circuito Europeo a Busto Arsizio.
In carriera in Coppa del Mondo assoluta disputerà 22 prove, ottenendo come miglior risultato un 23ºposto a Parigi nel 2009, l'ultima prova disputata risale al 2017 sempre a Parigi.

## Palmarès
In carriera ha conseguito i seguenti risultati:

### Campionati italiani
Individuale
- Bronzo nella spada a Trieste 2013
- Bronzo nella spada a Roma 2016

A squadre
- Oro nella spada a Gorizia 2017
- Oro nella spada a Milano 2018
- Bronzo nella spada a Acireale 2014
- Bronzo nella spada a Roma 2016

### Altri risultati
Mondiali giovani
Individuale
A squadre
- Oro nella spada a Belfast 2009

Europei giovani
Individuale
- Bronzo nella spada ad Amsterdam 2008

A squadre
- Oro nella spada ad Amsterdam 2008

Coppa del mondo giovani
Prove individuali
- 2006-2007 -  (Udine)
- 2007-2008 -  (Bratislava)

Prove a squadre
CIRCUITO EUROPEO
- Oro Busto Arsizio (2012)

Campionati italiani A1
Individuale
A squadre
- Oro nella spada a Milano 20181

1 Scherma Cariplo Piccolo Teatro Milano